# Triesnecker (cràter)
Triesnecker és un prominent cràter d'impacte situat a la Lluna, que es troba en el Sinus Medii, al nord-oest del cràter Rhaeticus, i al sud-est de Murchison.

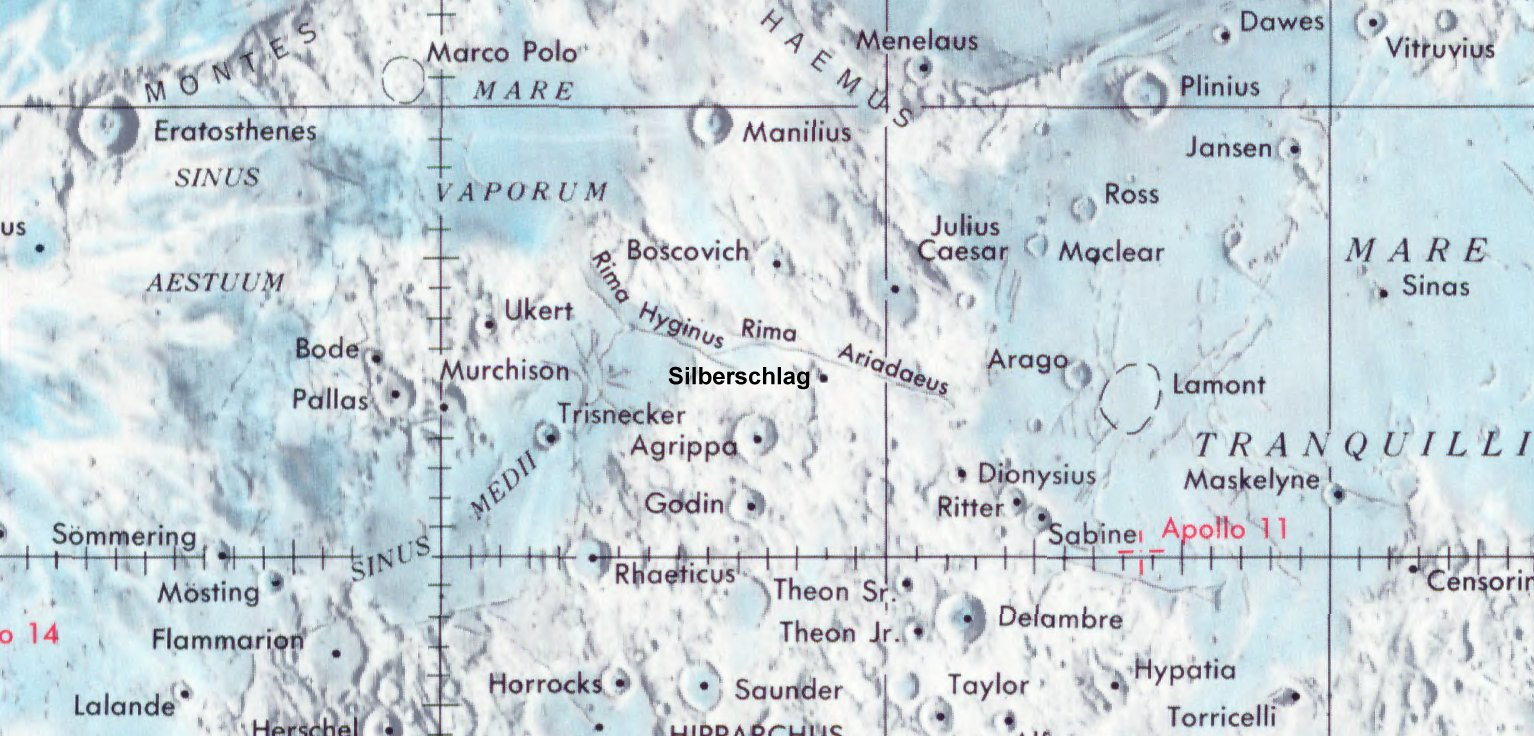
Localització de Triesnecker (centre de la imatge)
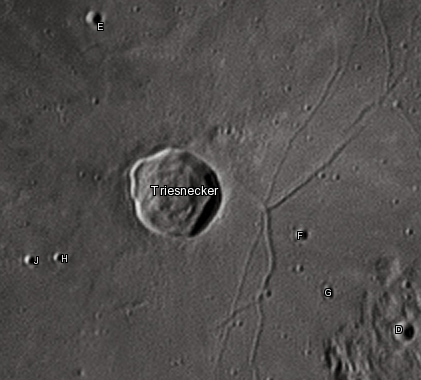
Cràters satèl·lit

La vora del cràter és d'una forma circular una mica distorsionada, amb una notable protuberància a la paret occidental, i la menor s'aixeca a les vores del sud-est i del nord-est. Les parets interiors estan aterrassades, amb un pic central en el punt mig. Triesnecker posseeix un sistema de raigs que és més prominent quan el sol està en un angle alt. Els raigs s'estenen sobre 300 km.

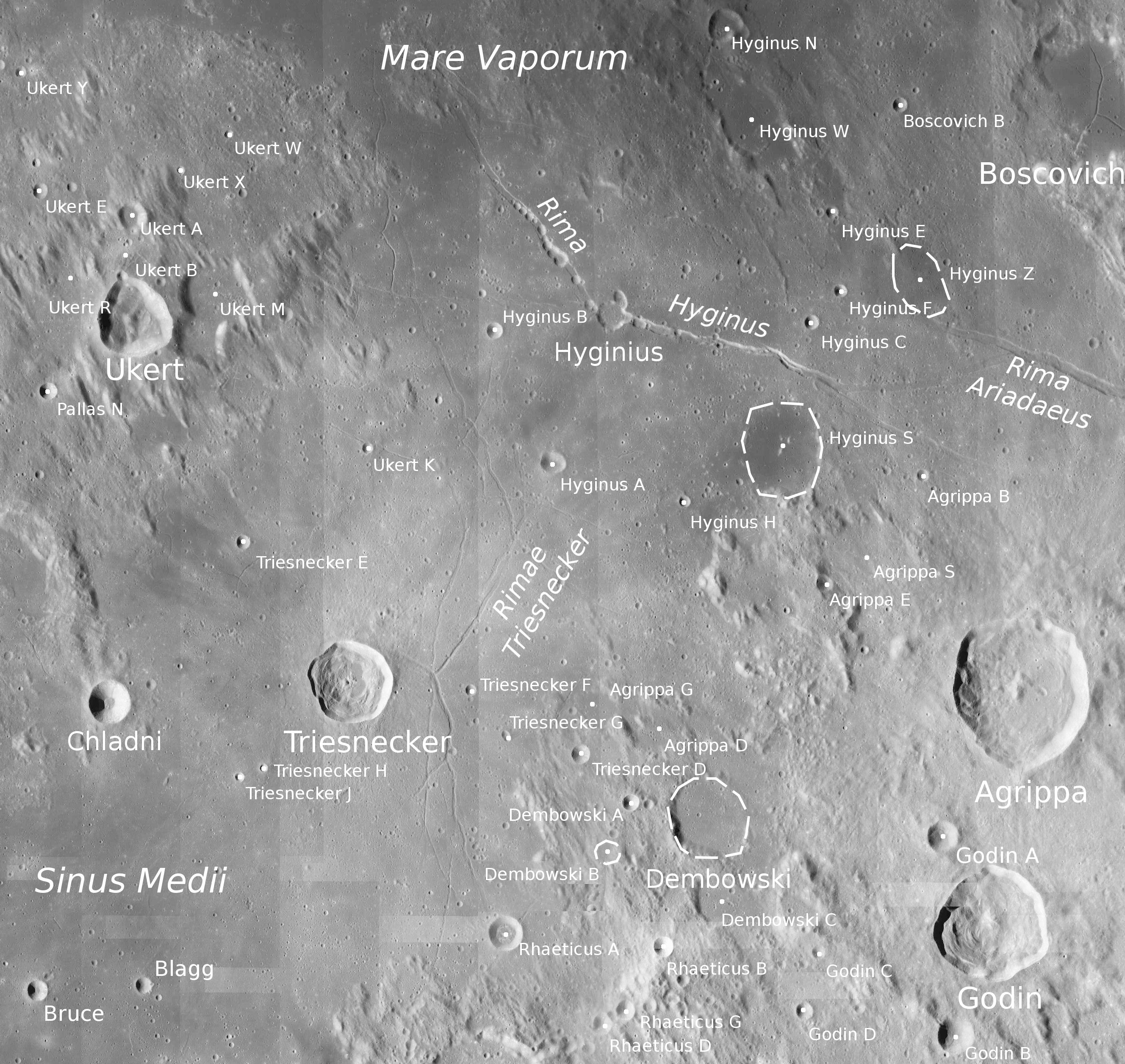
Rodalies de Triesnecker (fotografia de la LRO)
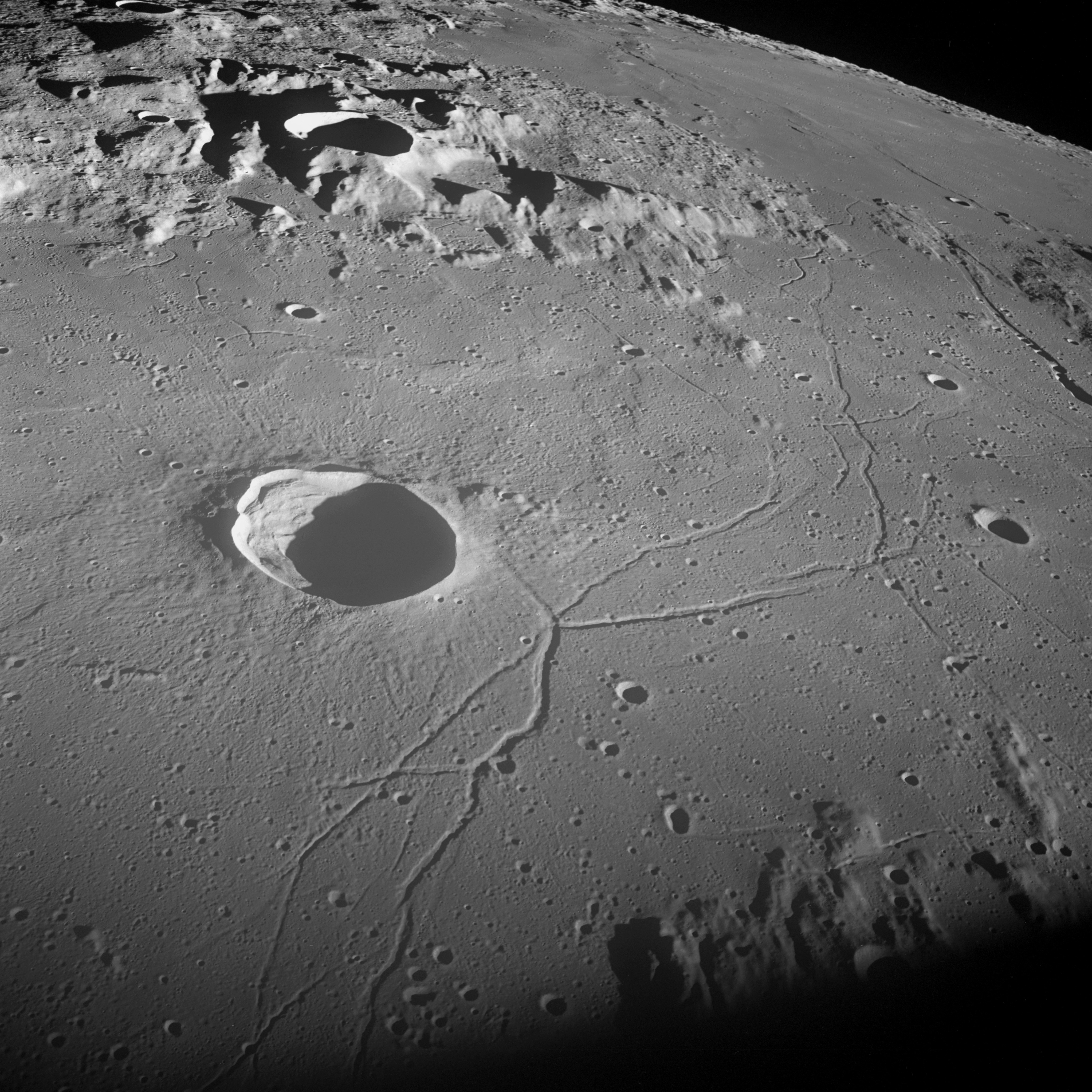
Fotografia de la missió Apollo 10
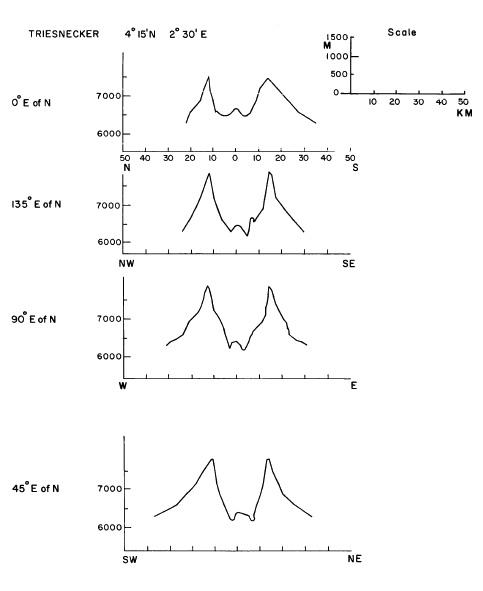
Perfils transversals del cràter

A l'est d'aquest cràter es troben les Rimae Triesnecker, un ampli sistema d'esquerdes que s'estenen sobre una àrea d'uns 200 km, que es desenvolupa generalment de nord a sud. Més enllà, cap al nord-est, es troba la Rima Hyginus, amb el cràter Hyginus en el seu punt mig.

## Cràters satèl·lit
Per convenció aquests elements són identificats en els mapes lunars posant la lletra en el costat del punt central del cràter que està més proper a Triesnecker. Triesnecker D, F i G estan a sud-est, Triesnecker I està a nord-oest i Triesnecker H i J són a l'oest-sud-oest.
| Triesnecker | Coordenades                      | Diàmetre |
| ----------- | -------------------------------- | -------- |
| D           | 3° 30′ N, 6° 00′ E / 3.5°N,6.0°E | 6 km     |
| E           | 5° 36′ N, 2° 30′ E / 5.6°N,2.5°E | 5 km     |
| F           | 4° 06′ N, 4° 48′ E / 4.1°N,4.8°E | 4 km     |
| G           | 3° 42′ N, 5° 12′ E / 3.7°N,5.2°E | 3 km     |
| H           | 3° 18′ N, 2° 48′ E / 3.3°N,2.8°E | 3 km     |
| J           | 3° 18′ N, 2° 30′ E / 3.3°N,2.5°E | 3 km     |